# Invicta (entreprise française)
Pour les articles homonymes, voir Invicta.
Invicta est une entreprise française spécialisée dans le chauffage au bois et implantée dans la partie ardennaise de la vallée de la Meuse.

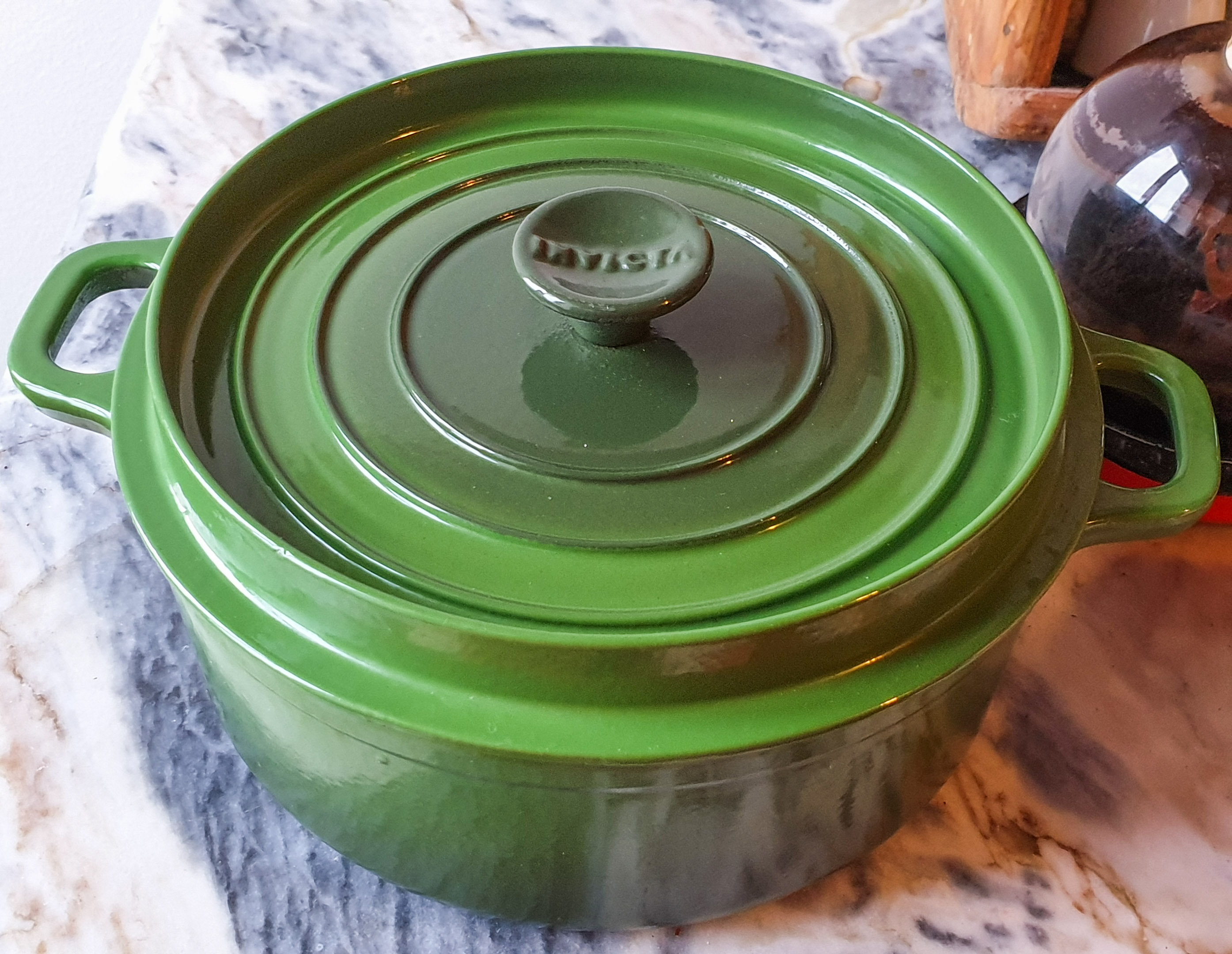
Cocotte Invicta classique, en fonte émaillée.

## Historique
L'entreprise de fonderie et émaillage est implantée, depuis sa création en 1924 à Donchery,. Elle est historiquement centrée sur la fabrication de foyers et d'inserts de cheminées. Cette activité s'inscrit dans le secteur géographique de la vallée de la Meuse, région historique de la métallurgie en France, dont le tissu d'entreprises familiales connaît des difficultés à se maintenir dans la deuxième moitié du XXe siècle,.
En 2005, l'entreprise diversifie sa gamme et commence la production de poêles à bois, à l'image de l'entreprise créée par Jean-Baptiste André Godin dans le département voisin de l'Aisne. Elle commercialise des gammes de poêles à bois et d'inserts d'un design moderne, donnant une nouvelle image à une activité plutôt traditionnelle.
Les inserts à bois et barbecues sont fabriqués dans la fonderie située à Vivier-au-court. Cette fonderie portait le nom de Bernard Huet puis de Camion France, du nom de métallurgistes ardennais du XIXe siècle. La méthode de production est la technique du cubilot : la fonte en fusion est coulée dans des moules en sable noir qui sont compressés par des machines Disamatic.
En 2013, Invicta est revendu à Qualium Investissement, filiale de la Caisse des Dépôts,. En avril 2014, Invicta fait l’acquisition de Caminetti Montegrappa, spécialiste italien des appareils de chauffage à granulés. En 2016, l'entreprise se porte acquéreur de Deville, autre fabricant de poêles, inserts et fourneaux à bois, fondé en 1846 à Charleville-Mézières,.